# Kulturhuset
Ouvert en 1974, le Kulturhuset (Maison de la culture) est un centre culturel sur le côté sud de la place Sergels torg dans le quartier Norrmalm au centre de Stockholm.
Elle fut le siège temporaire du Parlement de Suède (Riksdag) de 1974 à 1983 durant la reconstruction du siège du parlement.